# Имаго
Има̀го (на латински: imago – „образ“) се нарича последната фаза от метаморфозата на насекомите. Обикновено в тази фаза те вече са способни да се размножават и са достигнали размерите и формата на възрастните индивиди. Това е първият етап, в който насекомото е полово зряло и ако е от крилат вид, вече има функционални крила.
При насекомите с пълна метаморфоза имагото се развива от какавидата. При насекомите с непълна метаморфоза имагото се развива от ларвата. Продължителността на живота на имагото зависи от биологията на вида и варира от няколко минути (Psychidae) до 20 години (някои видове мравки) и даже до половин век (цариците на термитите).